# 德氏隱洞䲁
德氏隱洞䲁（學名：Adelotremus deloachi），為輻鰭魚綱鳚形目䲁科隱洞䲁屬的一種，分布於西太平洋印尼海域，深度10至17公尺，本魚體延長，呈長橢圓形，側扁，頭部有觸鬚，上下頜具門齒，腭骨無齒，體被小圓鱗，雄魚背鰭棘間有明顯的藍色眼斑，雌魚無此特徵，背鰭硬棘9枚，背鰭軟條10枚，臀鰭硬棘2枚，臀鰭軟條19枚，體長可達3.5公分，棲息在沙底質淺水域，為底棲性魚類，通常躲在管蟲所遺留下來之空室，具領域性，一旦遇危險時以倒游方式躲入小洞穴中，僅露出頭部注視敵人，生活習性不明。